# بيت الجرادي (جبلة)

تعديل مصدري - تعديل

بيت الجرادي هي إحدى قرى عزلة الثوابي بمديرية جبلة التابعة لمحافظة إب، بلغ تعداد سكانها 499 نسمة حسب تعداد اليمن لعام 2004.